# Graaf Adolfmonument
Het Graaf Adolfmonument is een groot Nederlands monument (gedenkteken) ter nagedachtenis aan de slag bij Heiligerlee uit 1568, waarmee volgens de traditionele Nederlandse geschiedschrijving de Tachtigjarige Oorlog zou zijn begonnen. Het huidige monument dateert uit 1873 en is vernoemd naar graaf Adolf van Nassau, die vocht aan Staatse zijde en omkwam bij de slag. Het monument bevindt zich aan westzijde van het dorp Heiligerlee, in het westen van de gemeente Oldambt, in de provincie Groningen. Om het beeld is het Graaf Adolf van Nassaupark aangelegd. In dit park werd tijdens de aanleg van het huidige monument een zwarte populier geplant, die met een omtrek van ruim 6 meter een van de dikste bomen van de provincie Groningen is.

## Eerste monument (1825-1826)

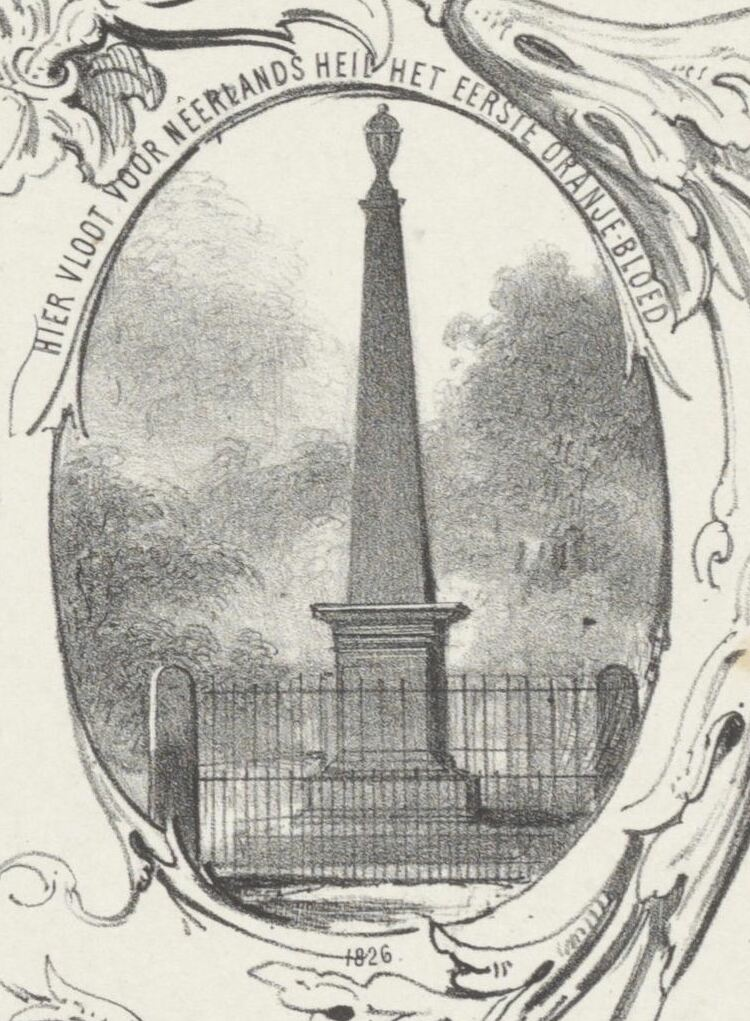
Het eerste monument

Eeuwenlang herinnerde niets in het dorpje Heiligerlee aan de vroegere slag. Begin 19e eeuw, ruim 250 jaar na de slag, kwam hier echter verandering in door Theodorus van Swinderen "zijne zucht, om edele mannen en groote gebeurtenissen in aandenken en eere te houden". Dit paste goed binnen het hernieuwde nationalisme van die tijd, vlak na de Franse Tijd, waarbij men op zoek ging naar nationale helden. Toen in 1825 op initiatief van de Hoogezandster onderwijzer J.F. Beins geld werd ingezameld voor een 5 meter hoge geknotte gedenknaald (spitsvormige piramide/obelisk) met daarop een urn bij Heiligerlee, die vervolgens op 24 augustus 1826 werd ingewijd met een toespraak van de Oude Pekelase predikant en schoolopziener Marcus Jan Adriani en het volgende gedicht van de vaderlandslievende Hajo Spandaw:
'Ook nu vereren wij de blinkende viktorie
 Den grootschen heldendood en de onverwelkbare glorie
 Van Adolf, Nassau's roem. Het vrije nageslacht
 Heeft hem een zuil gesticht. Eenvoudig is het teeken
 Van onze erkentlijkheid. Waar heldendaden spreken
 En liefde een schuld betaalt, daar voegt geen weidse pracht.
Op het monument werd de volgende tekst geplaatst:
Den onoverwonnen Held
ADOLF, GRAAF VAN NASSAU,
Hier ter plaatse
voor 's Lands Vrijheid
gesneuveld
den 23 Mei MDLXVIII
Door 't dankbaar nakroost opgericht
MDCCCXXVI

## Tweede monument

### Voorbereiding
Door slecht onderhoud verviel het monument in de loop der tijd. In 1867, bijna 300 jaar na de slag en de dood van graaf Adolf, poogde daarop opnieuw een Groninger onderwijzer, ditmaal Herman Bouman uit het nabijgelegen Beerta, om een nieuw monument van de grond te krijgen door middel van de voordracht van het gedicht 'Opwekking tot het stichten van een Nationaal Gedenkteken'. Er werd daarop een wedstrijd uitgeschreven waarop 22 ontwerpen werden ingediend voor een nieuw en grootser monument. Dit monument paste goed in het streven van de regering om het nationalisme een extra impuls te geven.

### Uitvoering
Kunstschilder J.H. Egenberger en architect Pieter Schenkenberg van Mierop (1837-1904) wonnen de wedstrijd met het beeld "De Onafhankelijkheid van Nederland", dat als meest 'grootsch van opvatting' werd beschouwd door de juryleden. Het beeld toont een stervende Adolf, die wordt ondersteund door een wraakzuchtige Nederlandse Maagd en een krijgszuchtige Nederlandse leeuw, die naar het zuiden kijkt; de richting waarvandaan de vijand komt. In zijn hand omklemt de graaf een vaandel met daarop de tekst Recuperare Aut Mori ("herwinnen of sterven"). De leeuw houdt zijn poot op een oorkonde die staat voor de Nederlandse privileges, waarmee wordt uitgedrukt "Wat in de klauwen van de leeuw is, ontrukt hem geen mens". Egenberger had als schilder nauwelijks ervaring met beeldhouwen en riep daarom de hulp in van de Belgische beeldhouwer Jozef Geefs. Dat paste goed in het denken dat het een gezamenlijk monument most zijn.
Kroonprins Willem (1840-'79) en prins Hendrik van Oranje-Nassau ("de Zeevaarder") legden op 23 mei 1868 de eerste steen van het monument en metselden een loden koker in met de gebeurtenissen van de slag op de 23e mei 1568. De vier jaar durende bouw kon beginnen.
Schenkenberg van Mierop had oorspronkelijk het monument eigenlijk in brons willen laten uitvoeren, maar dit bleek te duur en daarom moest het in steen worden uitgevoerd. Ook had hij in zijn oorspronkelijke ontwerp het beeld willen plaatsen op een heuvel van "noordsche steen", maar dit bleek vanwege de kosten onuitvoerbaar. In plaats van deze stenen heuvel ontwierp Jozef Geefs daarom een achtvoetig voetstuk van Belgische hardsteen. Tijdens de bouw brak de Frans-Duitse Oorlog uit en bleek ook de gewenste Franse kalksteen uit de Elzas moeilijk leverbaar. Het beeld werd daarom door Geefs stiekem opgetrokken uit vier soorten natuursteen, die om toch het idee van kalksteen te geven, werden overgeschilderd. Pas veel later kwam dit aan het licht. Dit gebruik van andersoortige materialen is altijd een probleem gebleven, omdat diverse soorten natuursteen anders op verschillende weersinvloeden reageren. Hierdoor moest het beeld al voor de onthulling worden aangepast en zouden later nog vele reparaties volgen. Het monument werd omringd door grind en een gietijzeren hek. Bij het monument werd een wachterswoning geplaatst (verdwenen begin 20e eeuw).
Op het beeld werden de volgende teksten geplaatst:
- Voorkant: "25 mei 1568. De eerste zege in de tachtigjarige worsteling voor vrijheid der Nederlanden".
- Rechterkant: "Graaf Adolf van Nassau bleef in den roemrijken slag"
- Linkerkant: "Oranje met Nederland verbonden"
- Achterkant: "25 mei 1868. Door het nageslacht den vaderen gewijd".

Het gedenkteken was tijdens de bouw het onderwerp van veel twist. Katholiek Nederland betwistte het 'nationale' karakter van het gedenkteken. Prominente tegenstanders waren bijvoorbeeld hoofdredacteur Jan Willem Brouwers van het dagblad De Tijd, pater W.F.N. van Rootselaar en schrijver J. Alberdingk Thijm. De protestantse politicus Groen van Prinsterer verdedigde het plan. De strijd manifesteerde zich in een groot aantal pamfletten van voor en tegenstanders. Ondertussen kreeg de "Heiligerlee Commissie" echter in 5 maanden tijd 11.000 gulden ingezameld voor het beeld.
In 1872 was het nieuwe monument gereed. Door het overlijden van prinses Amalia, de echtgenote van Prins Hendrik, op 1 mei van dat jaar en de daaropvolgende hofrouw werd de onthulling van het beeld echter met een jaar uitgesteld.

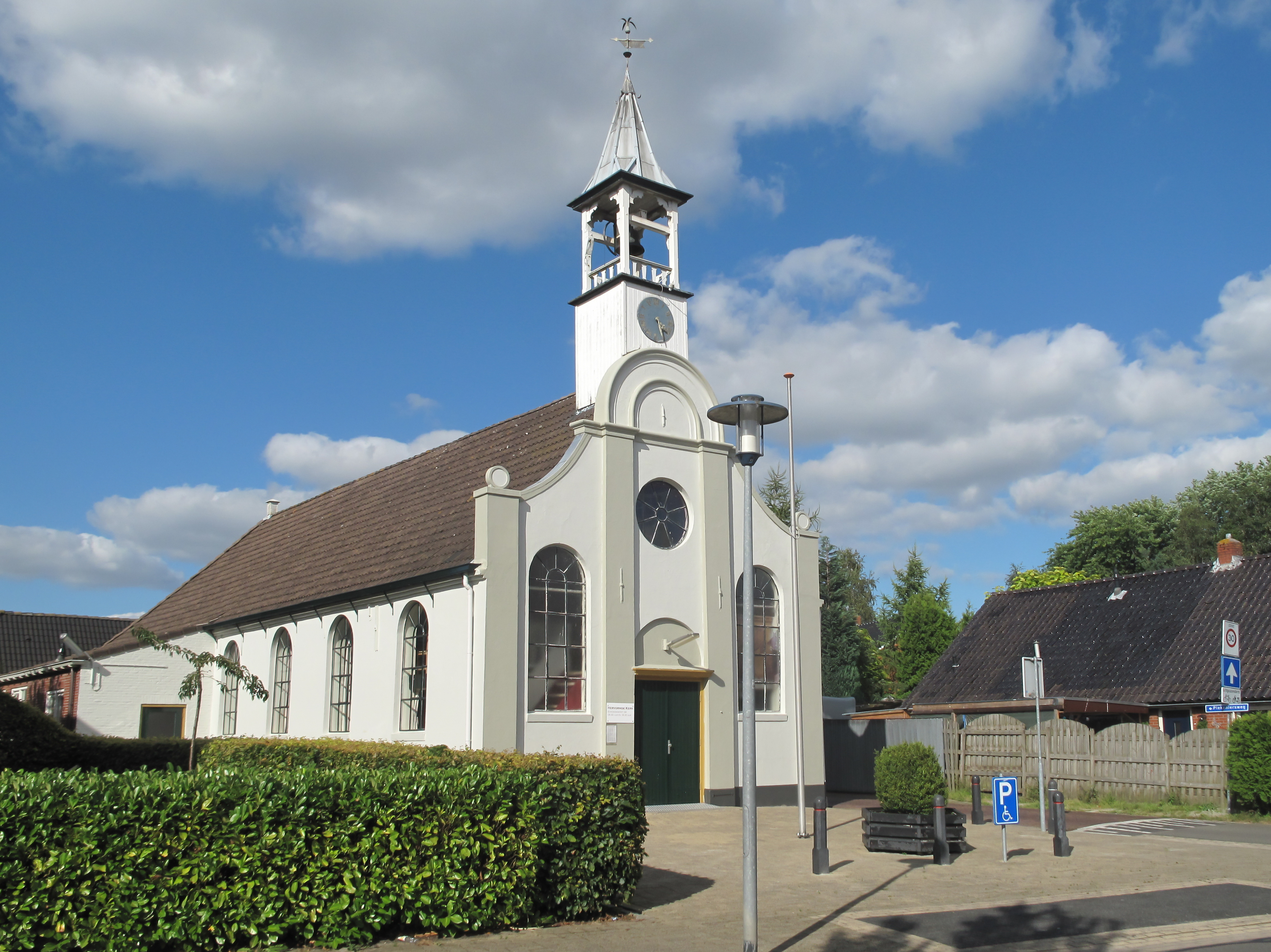
Kerk van Graaf Adolf Stichting

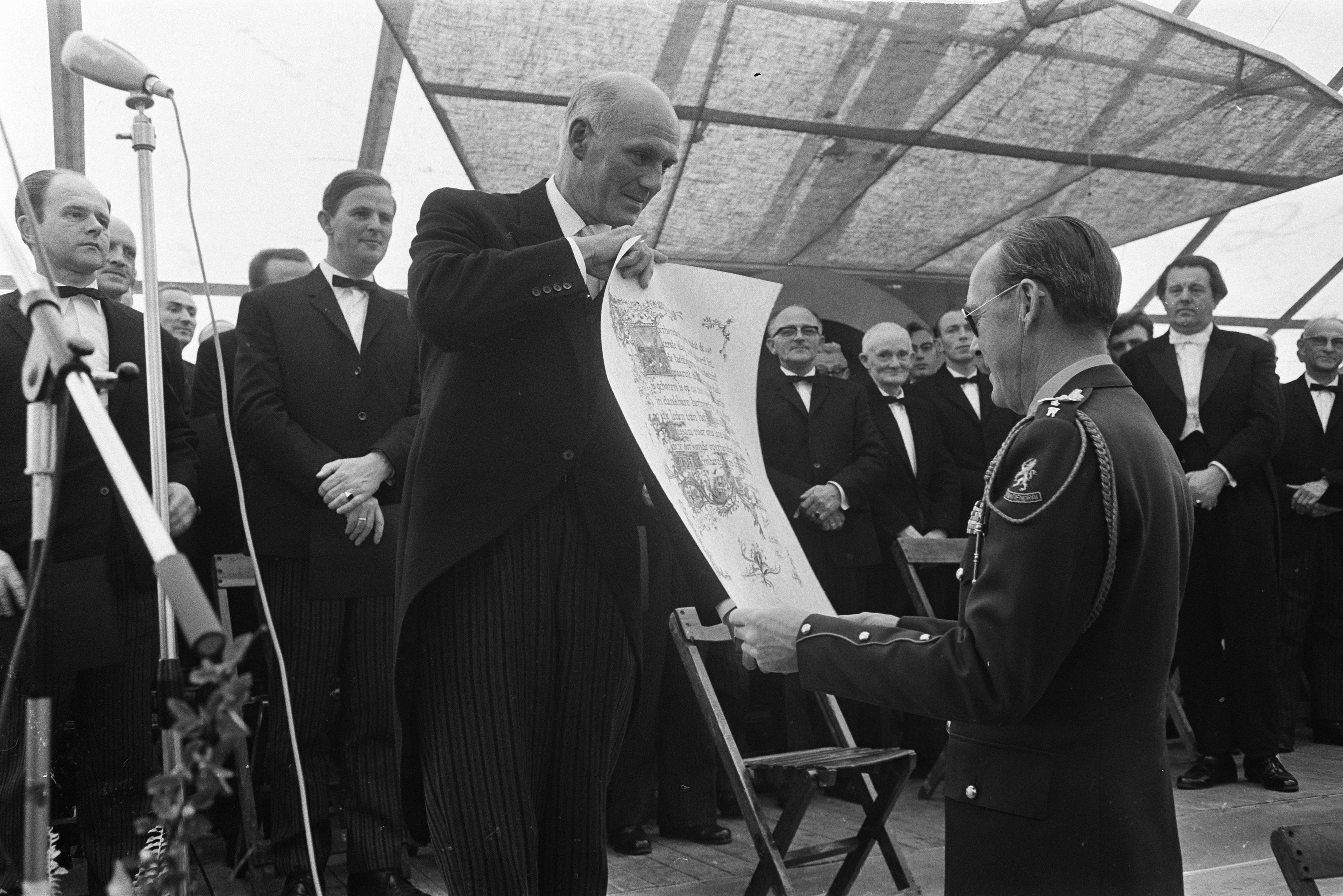
Herdenking van de Slag bij Heilgerlee, in 1968

### Onthulling
Het uiteindelijke monument werd op 23 mei 1873 onthuld door koning Willem III, die bij hoge uitzondering in het noorden verscheen, via de zojuist aangelegde (1868) spoorlijn van Groningen naar Winschoten. Hij werd vergezeld door zijn zoon Willem, zijn broer prins Hendrik en zijn oom, prins Frederik. Het onthullingsfeest duurde drie dagen, tijdens welke het slecht weer was, zodat de verlichting van het beeld mislukte. De gemeente Winschoten bood het koninklijk gezelschap een feestmaal aan. Met 25 rijtuigen werd het gezelschap vervolgens naar Wedde gebracht, waar de eigenaar van de Wedderborg, notaris Johannes Sixtus Gerardus Koning het gezelschap welkom heette. Er volgde een toespraak van de Scheemder dominee Ubbo Peter Goudschaal. De dag erop volgde een toespraak van letterkundige Willem Jonckbloet. Journalist Harco Ilpsema Vinckers schreef een feestcantate voor de onthulling, theoloog Petrus Hofstede de Groot sprak een feestrede uit, historicus Willem A. Hecker en Nicolaas Beets droegen elk een vaderlands gedicht voor en dominee Petrus Penon van de Hervormde Gemeente Westerlee-Heiligerlee sprak een dankzegging uit.

### Latere geschiedenis
In 1874 nam het Rijk het park over en in 1876 ook het monument. In dat laatste jaar werd ook met een restant van de gelden het kerkje Graaf Adolf Stichting - 1873 opgericht in Heiligerlee, dat pas later zijn huidige witte uiterlijk kreeg. In 1968 speelde prins Bernhard een prominente rol in de 400-jarige herdenking van de slag. Ergens tussen 1968 en 1971 is het gietijzeren hekwerk verdwenen. Het monument had sterk te lijden onder weersinvloeden en moest daarom worden gerestaureerd in 1974 en opnieuw in 1987-'88. 
In 1990 werd het park opnieuw aangelegd. In 1996 moest het beeld wederom worden gerestaureerd. In 2002, 2003 en 2008 werd het zwaard gestolen, waarbij het beeld werd beschadigd. In 2013 zag het Rijk het onderhoud niet langer als zijn taak en zette het beeld en het park te koop. 
Dit monument is op 15 januari 2016 overgedragen aan de stichting Monumentenbezit.